# 君にいかれて/なぜに君は生きる
「君にいかれて/なぜに君は生きる」は、1971年6月にキャニオンレコードから発売されたジューク・ボックスの3枚目のシングルである。

## 概要
『なぜに君は生きる』は、雑誌「週刊セブンティーン」にてファンから詞を一般公募。その詞を元に、山上路夫が補作詞した。

## 収録曲
1. 君にいかれて [3:07]
  - 作詞：平島三津子 / 補作詞:山上路夫/作・編曲：鈴木邦彦
2. なぜに君は生きる [3:15]
  - 作詞：山上路夫 / 作・編曲：鈴木邦彦